# Eacles adoxa
Espèce
Eacles adoxa est une espèce de lépidoptères appartenant à la famille des Saturniidae.
Cette espèce sud-américaine vit au Venezuela, au Guyana et en Guyane française, au Brésil, en Colombie, en Équateur, au Pérou et en Bolivie.

## Première publication
HEK Jordan, New Saturniidae, Novitates Zoologicae, vol. 17 (1910) p. 470-476 Texte complet